# Химеры (род)
Химеры (лат. Chimaera) — род хрящевых рыб отряда химерообразных. Внешне напоминают других представителей отряда, однако имеют короткое, закруглённое рыло. Некоторые виды имеют длинный бичевидный хвост, поэтому в английском языке представители этого семейства называются «морскими крысами» (англ. ratfish). У химер у основания первого спинного плавника имеются ядовитые колючки, способные нанести рану человеку.
Достигают 150 см в длину. Обитают в морях тропического и умеренного пояса. Встречаются на глубине до 1742 м при температуре воды от 1,5 до 14,25 °C и солёности 34,202—38,661 ‰. Размножаются, откладывая яйца, заключённые в прочную роговую капсулу с выступами по углам.

## Классификация
На август 2024 года в состав рода включают 21 вид:
1. Chimaera argiloba Last, W. T. White & Pogonoski, 2008
2. Chimaera bahamaensis Kemper, Ebert, Didier & Compagno, 2010
3. Chimaera buccanigella Clerkin, Ebert & Kemper, 2017
4. Chimaera carophila Kemper, Ebert, Naylor & Didier, 2014
5. Chimaera compacta Iglésias, Kemper & Naylor, 2021
6. Chimaera cubana Howell-Rivero, 1936 — Кубинская химера
7. Chimaera didierae Clerkin, Ebert & Kemper, 2017
8. Chimaera fulva Didier, Last & W. T. White, 2008
9. Chimaera jordani Tanaka, 1905
10. Chimaera lignaria Didier, 2002
11. Chimaera macrospina Didier, Last & W. T. White, 2008
12. Chimaera monstrosa Linnaeus, 1758 — Европейская химера
13. Chimaera notafricana Kemper, Ebert, Compagno & Didier, 2010
14. Chimaera obscura Didier, Last & W. T. White, 2008
15. Chimaera ogilbyi Waite, 1898 — Австралийский гидролаг
16. Chimaera opalescens Luchetti, Iglésias & Sellos, 2011
17. Chimaera orientalis Angulo, López, Bussing & Murase, 2014
18. Chimaera owstoni S. Tanaka (I), 1905
19. Chimaera panthera Didier, 1998
20. Chimaera phantasma Jordan & Snyder, 1900
21. Chimaera willwatchi Clerkin, Ebert & Kemper, 2017